# Corporation municipale de Delhi
Ne doit pas être confondu avec Territoire de la Capitale nationale de Delhi ou New Delhi.

La corporation municipale de Delhi (en hindi दिल्ली नगर निगम, Dilli nagar nigam, en anglais : Municipal Corporation of Delhi) est le nom de l'administration de la ville de Delhi. 

## Situation
La municipalité occupe une superficie de 1 397,3 km2 dans le territoire de Delhi, ce qui représente près de 95 % de celui-ci. Avec plus de 20 millions d'habitants, la corporation municipale de Delhi est un des organismes municipaux les plus peuplés du monde.

## Histoire
La corporation municipale est créée le 7 avril 1958 par une loi du Parlement, en remplacement du comité municipal (Delhi Municipal Committee).
Le 13 janvier 2012, elle est divisée en trois nouvelles corporations de Delhi Est, Delhi Nord et Delhi Sud. Elles sont supprimées et fusionnées de nouveau en une seule municipalité à compter du 22 mai 2022. Les élections de l'assemblée municipale ont lieu le 4 décembre 2022 et sont marquées par la victoire de l'AAP qui remporte 119 sièges, contre 112 au BJP.

## Politique et administration
La municipalité est dirigée par une assemblée municipale de 250 membres, élus pour un mandat de cinq ans. L'exécutif est dirigé par le maire et un comité permanent de 18 membres, dont 6 sont élus par l'assemblée et 12 par les comités de quartiers.

### Liste des maires
| Période          | Période          | Identité            | Étiquette | Qualité |
| ---------------- | ---------------- | ------------------- | --------- | ------- |
| 22 février 2023  | 14 novembre 2024 | Shelly Oberoi (en)  | AAP       |         |
| 14 novembre 2024 | En cours         | Mahesh Kumar Khichi | AAP       |         |